# Филаделфио
Филаделфио (грч. Φιλαδέλφιο) је насељено место у општини Бешичко Језеро у периферији Средишња Македонија, Грчка. Према попису из 2021. године било је 228 становника.
Према бугарском географу и историчару, Василу Канчову, у Филаделфију је 1900. године живело 200 Турака. Године 1924. турско становништво је принудно исељено у Турску а на њихово место су насељене грчке избегличке породице, којих је на попису из 1928. године било 428. Село се раније звало Ђувелџа.